# Odontaspis ferox
Odontaspis ferox е вид хрущялна риба от семейство Odontaspididae. Видът е световно застрашен, със статут Уязвим.

## Разпространение
Разпространен е в Австралия (Виктория, Западна Австралия и Нов Южен Уелс), Алжир, Бразилия (Рио Гранди до Норти и Фернандо ди Нороня), Гърция, Западна Сахара, Испания (Балеарски острови и Канарски острови), Италия, Кипър, Кокосови острови, Колумбия (Малпело), Ливан, Малдиви, Малта, Мароко, Мексико, Нова Зеландия (Кермадек и Северен остров), Португалия (Азорски острови и Мадейра), САЩ (Джорджия, Калифорния, Северна Каролина, Флорида, Хавайски острови и Южна Каролина), Танзания, Тунис, Турция, Франция, Шри Ланка, Южна Африка (Квазулу-Натал) и Япония (Хоншу).